# Copa J. League 2001
La Copa J. League 2001, también conocida como Copa Yamazaki Nabisco 2001 por motivos de patrocinio, fue la 26.ª edición de la Copa de la Liga de Japón y la 9.ª edición bajo el actual formato.
El campeón fue Yokohama F. Marinos, tras vencer en la final a Júbilo Iwata. De esta manera, el conjunto de la capital de la Prefectura de Kanagawa se consagró por primera vez en este torneo.

## Formato de competición
- Formaron parte del torneo los 28 equipos que participaron de la J. League Division 1 2001 y la J. League Division 2 2001.
- Todas las rondas fueron eliminatorias.
- De la primera ronda a semifinales se enfrentaron en serie de dos partidos, a ida y vuelta. En caso de igualdad en el total de goles, se realizaría una prórroga con gol de oro. De continuar la igualdad en el marcador global, se realizaría una tanda de penales.
- La final se jugó a un solo partido. En caso de empate en los 90 minutos se haría una prórroga con gol de oro; si aún persistía la igualdad se ejecutaría una tanda de penales.

## Calendario
| Etapa      | Ronda            | Ida                      | Vuelta                     | Observaciones                                                                                         |
| ---------- | ---------------- | ------------------------ | -------------------------- | --- |
| Fase final | Primera ronda    | 4 de abril de 2001       | 18 de abril de 2001        | Sin observaciones                                                                                     |
| Fase final | Segunda ronda    | 13 de junio de 2001      | 20 de junio de 2001        | Inicio de participación de Kashima Antlers, Shimizu S-Pulse, Kawasaki Frontale y Nagoya Grampus Eight |
| Fase final | Cuartos de final | 8 de agosto de 2001      | 22 al 29 de agosto de 2001 | Participación de los ganadores de la segunda ronda                                                    |
| Fase final | Semifinales      | 26 de septiembre de 2001 | 10 de octubre de 2001      | Participación de los ganadores de los cuartos de final                                                |
| Fase final | Final            | 27 de octubre de 2001    | 27 de octubre de 2001      | Participación de los ganadores de las semifinales                                                     |

## Fase final

### Cuadro de desarrollo
|  | Primera ronda       | Primera ronda        | Primera ronda              |       |                     | Segunda ronda    | Segunda ronda    | Segunda ronda    |  |                        | Cuartos de final  | Cuartos de final  | Cuartos de final  |  |                     | Semifinales                      | Semifinales                      | Semifinales                      |  |              | Final         | Final         |  |
|  | 4 y 18 de abril     | 4 y 18 de abril      | 4 y 18 de abril            |       |                     | 13 y 20 de junio | 13 y 20 de junio | 13 y 20 de junio |  |                        | 8 al 29 de agosto | 8 al 29 de agosto | 8 al 29 de agosto |  |                     | 26 de septiembre y 10 de octubre | 26 de septiembre y 10 de octubre | 26 de septiembre y 10 de octubre |  |              | 27 de octubre | 27 de octubre |  |
|  |                     |                      |                            |       |                     |                  |                  |                  |  |                        |                   |                   |                   |  |                     |                                  |                                  |                                  |  |              |               |               |  |
|  |                     |                      |                            |       |                     |                  |                  |                  |  |                        |                   |                   |                   |  |                     |                                  |                                  |                                  |  |              |               |               |  |
|  |                     |                      |                            |       |                     |                  |                  |                  |  |                        |                   |                   |                   |  |                     |                                  |                                  |                                  |  |              |               |               |  |
|  |                     |                      |                            |       |                     |                  |                  |                  |  |                        |                   |                   |                   |  |                     |                                  |                                  |                                  |  |              |               |               |  |
|  |                     |                      |                            |       |                     |                  |                  |                  |  |                        |                   |                   |                   |  |                     |                                  |                                  |                                  |  |              |               |               |  |
|  |                     | Kashima Antlers      | 1                          | 4     |                     |                  |                  |                  |  |                        |                   |                   |                   |  |                     |                                  |                                  |                                  |  |              |               |               |  |
|  |                     |                      |                            | 4     |                     |                  |                  |                  |  |                        |                   |                   |                   |  |                     |                                  |                                  |                                  |  |              |               |               |  |
|  |                     |                      | Kashiwa Reysol             | 3     | 0                   |                  |                  |                  |  |                        |                   |                   |                   |  |                     |                                  |                                  |                                  |  |              |               |               |  |
|  | Kashiwa Reysol      | 1                    | Kashiwa Reysol             | 3     | 0                   | 0                |                  |                  |  |                        |                   |                   |                   |  |                     |                                  |                                  |                                  |  |              |               |               |  |
|  | Kashiwa Reysol      | 1                    |                            |       |                     |                  |                  |                  |  |                        |                   |                   |                   |  |                     |                                  |                                  |                                  |  |              |               |               |  |
|  | Shonan Bellmare     | 0                    | 0                          |       |                     |                  |                  |                  |  |                        |                   |                   |                   |  |                     |                                  |                                  |                                  |  |              |               |               |  |
|  | Shonan Bellmare     | 0                    | 0                          |       |                     |                  |                  |                  |  | Kashima Antlers (t.s.) | 0                 | 2                 |                   |  |                     |                                  |                                  |                                  |  |              |               |               |  |
|  |                     |                      |                            |       |                     |                  |                  |                  |  | Kashima Antlers (t.s.) | 0                 | 2                 |                   |  |                     |                                  |                                  |                                  |  |              |               |               |  |
|  |                     |                      | Urawa Red Diamonds         | 1     | 0                   |                  |                  |                  |  |                        |                   |                   |                   |  |                     |                                  |                                  |                                  |  |              |               |               |  |
|  | Urawa Red Diamonds  | 0                    | Urawa Red Diamonds         | 1     | 0                   | 3                |                  |                  |  |                        |                   |                   |                   |  |                     |                                  |                                  |                                  |  |              |               |               |  |
|  | Urawa Red Diamonds  | 0                    |                            |       |                     |                  |                  |                  |  |                        |                   |                   |                   |  |                     |                                  |                                  |                                  |  |              |               |               |  |
|  | Montedio Yamagata   | 2                    | 0                          |       |                     |                  |                  |                  |  |                        |                   |                   |                   |  |                     |                                  |                                  |                                  |  |              |               |               |  |
|  | Montedio Yamagata   | 2                    | 0                          |       | Urawa Red Diamonds  | 3                | 3                |                  |  |                        |                   |                   |                   |  |                     |                                  |                                  |                                  |  |              |               |               |  |
|  |                     |                      |                            |       | Urawa Red Diamonds  | 3                | 3                |                  |  |                        |                   |                   |                   |  |                     |                                  |                                  |                                  |  |              |               |               |  |
|  |                     |                      | Gamba Osaka                | 1     | 2                   |                  |                  |                  |  |                        |                   |                   |                   |  |                     |                                  |                                  |                                  |  |              |               |               |  |
|  | Gamba Osaka         | 2                    | Gamba Osaka                | 1     | 2                   | 2                |                  |                  |  |                        |                   |                   |                   |  |                     |                                  |                                  |                                  |  |              |               |               |  |
|  | Gamba Osaka         | 2                    |                            |       |                     |                  |                  |                  |  |                        |                   |                   |                   |  |                     |                                  |                                  |                                  |  |              |               |               |  |
|  | Kyoto Purple Sanga  | 0                    | 0                          |       |                     |                  |                  |                  |  |                        |                   |                   |                   |  |                     |                                  |                                  |                                  |  |              |               |               |  |
|  | Kyoto Purple Sanga  | 0                    | 0                          |       |                     |                  |                  |                  |  |                        |                   |                   |                   |  | Kashima Antlers     | 0                                | 0                                |                                  |  |              |               |               |  |
|  |                     |                      |                            |       |                     |                  |                  |                  |  |                        |                   |                   |                   |  | Kashima Antlers     | 0                                | 0                                |                                  |  |              |               |               |  |
|  |                     |                      | Júbilo Iwata               | 1     | 0                   |                  |                  |                  |  |                        |                   |                   |                   |  |                     |                                  |                                  |                                  |  |              |               |               |  |
|  |                     |                      | Júbilo Iwata               | 1     | 0                   |                  |                  |                  |  |                        |                   |                   |                   |  |                     |                                  |                                  |                                  |  |              |               |               |  |
|  |                     |                      |                            |       |                     |                  |                  |                  |  |                        |                   |                   |                   |  |                     |                                  |                                  |                                  |  |              |               |               |  |
|  |                     |                      |                            |       |                     |                  |                  |                  |  |                        |                   |                   |                   |  |                     |                                  |                                  |                                  |  |              |               |               |  |
|  |                     | Shimizu S-Pulse      | 0                          | 2 (4) |                     |                  |                  |                  |  |                        |                   |                   |                   |  |                     |                                  |                                  |                                  |  |              |               |               |  |
|  |                     |                      |                            | 2 (4) |                     |                  |                  |                  |  |                        |                   |                   |                   |  |                     |                                  |                                  |                                  |  |              |               |               |  |
|  |                     |                      | JEF United Ichihara (p)    | 1     | 1 (5)               |                  |                  |                  |  |                        |                   |                   |                   |  |                     |                                  |                                  |                                  |  |              |               |               |  |
|  | JEF United Ichihara | 1                    | JEF United Ichihara (p)    | 1     | 1 (5)               | 1                |                  |                  |  |                        |                   |                   |                   |  |                     |                                  |                                  |                                  |  |              |               |               |  |
|  | JEF United Ichihara | 1                    |                            |       |                     |                  |                  |                  |  |                        |                   |                   |                   |  |                     |                                  |                                  |                                  |  |              |               |               |  |
|  | Omiya Ardija        | 1                    | 0                          |       |                     |                  |                  |                  |  |                        |                   |                   |                   |  |                     |                                  |                                  |                                  |  |              |               |               |  |
|  | Omiya Ardija        | 1                    | 0                          |       |                     |                  |                  |                  |  | JEF United Ichihara    | 2                 | 0                 |                   |  |                     |                                  |                                  |                                  |  |              |               |               |  |
|  |                     |                      |                            |       |                     |                  |                  |                  |  | JEF United Ichihara    | 2                 | 0                 |                   |  |                     |                                  |                                  |                                  |  |              |               |               |  |
|  |                     |                      | Júbilo Iwata               | 2     | 2                   |                  |                  |                  |  |                        |                   |                   |                   |  |                     |                                  |                                  |                                  |  |              |               |               |  |
|  | Consadole Sapporo   | 0                    | Júbilo Iwata               | 2     | 2                   | 2                |                  |                  |  |                        |                   |                   |                   |  |                     |                                  |                                  |                                  |  |              |               |               |  |
|  | Consadole Sapporo   | 0                    |                            |       |                     |                  |                  |                  |  |                        |                   |                   |                   |  |                     |                                  |                                  |                                  |  |              |               |               |  |
|  | Oita Trinita        | 2                    | 1                          |       |                     |                  |                  |                  |  |                        |                   |                   |                   |  |                     |                                  |                                  |                                  |  |              |               |               |  |
|  | Oita Trinita        | 2                    | 1                          |       | Oita Trinita        | 0                | 1                |                  |  |                        |                   |                   |                   |  |                     |                                  |                                  |                                  |  |              |               |               |  |
|  |                     |                      |                            |       | Oita Trinita        | 0                | 1                |                  |  |                        |                   |                   |                   |  |                     |                                  |                                  |                                  |  |              |               |               |  |
|  |                     |                      | Júbilo Iwata               | 1     | 1                   |                  |                  |                  |  |                        |                   |                   |                   |  |                     |                                  |                                  |                                  |  |              |               |               |  |
|  | Cerezo Osaka        | 2                    | Júbilo Iwata               | 1     | 1                   | 1                |                  |                  |  |                        |                   |                   |                   |  |                     |                                  |                                  |                                  |  |              |               |               |  |
|  | Cerezo Osaka        | 2                    |                            |       |                     |                  |                  |                  |  |                        |                   |                   |                   |  |                     |                                  |                                  |                                  |  |              |               |               |  |
|  | Júbilo Iwata        | 2                    | 2                          |       |                     |                  |                  |                  |  |                        |                   |                   |                   |  |                     |                                  |                                  |                                  |  |              |               |               |  |
|  | Júbilo Iwata        | 2                    | 2                          |       |                     |                  |                  |                  |  |                        |                   |                   |                   |  |                     |                                  |                                  |                                  |  | Júbilo Iwata | 0 (1)         |               |  |
|  |                     |                      |                            |       |                     |                  |                  |                  |  |                        |                   |                   |                   |  |                     |                                  |                                  |                                  |  | Júbilo Iwata | 0 (1)         |               |  |
|  |                     |                      | Yokohama F. Marinos (p)    | 0 (3) |                     |                  |                  |                  |  |                        |                   |                   |                   |  |                     |                                  |                                  |                                  |  |              |               |               |  |
|  |                     |                      | Yokohama F. Marinos (p)    | 0 (3) |                     |                  |                  |                  |  |                        |                   |                   |                   |  |                     |                                  |                                  |                                  |  |              |               |               |  |
|  |                     |                      |                            |       |                     |                  |                  |                  |  |                        |                   |                   |                   |  |                     |                                  |                                  |                                  |  |              |               |               |  |
|  |                     |                      |                            |       |                     |                  |                  |                  |  |                        |                   |                   |                   |  |                     |                                  |                                  |                                  |  |              |               |               |  |
|  |                     | Kawasaki Frontale    | 1                          | 2     |                     |                  |                  |                  |  |                        |                   |                   |                   |  |                     |                                  |                                  |                                  |  |              |               |               |  |
|  |                     |                      |                            | 2     |                     |                  |                  |                  |  |                        |                   |                   |                   |  |                     |                                  |                                  |                                  |  |              |               |               |  |
|  |                     |                      | Yokohama F.C.              | 0     | 1                   |                  |                  |                  |  |                        |                   |                   |                   |  |                     |                                  |                                  |                                  |  |              |               |               |  |
|  | Tokyo Verdy 1969    | 1                    | Yokohama F.C.              | 0     | 1                   | 0                |                  |                  |  |                        |                   |                   |                   |  |                     |                                  |                                  |                                  |  |              |               |               |  |
|  | Tokyo Verdy 1969    | 1                    |                            |       |                     |                  |                  |                  |  |                        |                   |                   |                   |  |                     |                                  |                                  |                                  |  |              |               |               |  |
|  | Yokohama F.C.       | 1                    | 2                          |       |                     |                  |                  |                  |  |                        |                   |                   |                   |  |                     |                                  |                                  |                                  |  |              |               |               |  |
|  | Yokohama F.C.       | 1                    | 2                          |       |                     |                  |                  |                  |  | Kawasaki Frontale      | 0                 | 0                 |                   |  |                     |                                  |                                  |                                  |  |              |               |               |  |
|  |                     |                      |                            |       |                     |                  |                  |                  |  | Kawasaki Frontale      | 0                 | 0                 |                   |  |                     |                                  |                                  |                                  |  |              |               |               |  |
|  |                     |                      | Yokohama F. Marinos        | 3     | 2                   |                  |                  |                  |  |                        |                   |                   |                   |  |                     |                                  |                                  |                                  |  |              |               |               |  |
|  | Yokohama F. Marinos | 1                    | Yokohama F. Marinos        | 3     | 2                   | 3                |                  |                  |  |                        |                   |                   |                   |  |                     |                                  |                                  |                                  |  |              |               |               |  |
|  | Yokohama F. Marinos | 1                    |                            |       |                     |                  |                  |                  |  |                        |                   |                   |                   |  |                     |                                  |                                  |                                  |  |              |               |               |  |
|  | Mito HollyHock      | 0                    | 1                          |       |                     |                  |                  |                  |  |                        |                   |                   |                   |  |                     |                                  |                                  |                                  |  |              |               |               |  |
|  | Mito HollyHock      | 0                    | 1                          |       | Yokohama F. Marinos | 3                | 2                |                  |  |                        |                   |                   |                   |  |                     |                                  |                                  |                                  |  |              |               |               |  |
|  |                     |                      |                            |       | Yokohama F. Marinos | 3                | 2                |                  |  |                        |                   |                   |                   |  |                     |                                  |                                  |                                  |  |              |               |               |  |
|  |                     |                      | Avispa Fukuoka             | 0     | 0                   |                  |                  |                  |  |                        |                   |                   |                   |  |                     |                                  |                                  |                                  |  |              |               |               |  |
|  | Avispa Fukuoka      | 2                    | Avispa Fukuoka             | 0     | 0                   | 2                |                  |                  |  |                        |                   |                   |                   |  |                     |                                  |                                  |                                  |  |              |               |               |  |
|  | Avispa Fukuoka      | 2                    |                            |       |                     |                  |                  |                  |  |                        |                   |                   |                   |  |                     |                                  |                                  |                                  |  |              |               |               |  |
|  | Vegalta Sendai      | 1                    | 2                          |       |                     |                  |                  |                  |  |                        |                   |                   |                   |  |                     |                                  |                                  |                                  |  |              |               |               |  |
|  | Vegalta Sendai      | 1                    | 2                          |       |                     |                  |                  |                  |  |                        |                   |                   |                   |  | Yokohama F. Marinos | 1                                | 0                                |                                  |  |              |               |               |  |
|  |                     |                      |                            |       |                     |                  |                  |                  |  |                        |                   |                   |                   |  | Yokohama F. Marinos | 1                                | 0                                |                                  |  |              |               |               |  |
|  |                     |                      | Nagoya Grampus Eight       | 0     | 0                   |                  |                  |                  |  |                        |                   |                   |                   |  |                     |                                  |                                  |                                  |  |              |               |               |  |
|  |                     |                      | Nagoya Grampus Eight       | 0     | 0                   |                  |                  |                  |  |                        |                   |                   |                   |  |                     |                                  |                                  |                                  |  |              |               |               |  |
|  |                     |                      |                            |       |                     |                  |                  |                  |  |                        |                   |                   |                   |  |                     |                                  |                                  |                                  |  |              |               |               |  |
|  |                     |                      |                            |       |                     |                  |                  |                  |  |                        |                   |                   |                   |  |                     |                                  |                                  |                                  |  |              |               |               |  |
|  |                     | Nagoya Grampus Eight | 2                          | 2     |                     |                  |                  |                  |  |                        |                   |                   |                   |  |                     |                                  |                                  |                                  |  |              |               |               |  |
|  |                     |                      |                            | 2     |                     |                  |                  |                  |  |                        |                   |                   |                   |  |                     |                                  |                                  |                                  |  |              |               |               |  |
|  |                     |                      | Vissel Kobe                | 2     | 1                   |                  |                  |                  |  |                        |                   |                   |                   |  |                     |                                  |                                  |                                  |  |              |               |               |  |
|  | Vissel Kobe         | 3                    | Vissel Kobe                | 2     | 1                   | 4                |                  |                  |  |                        |                   |                   |                   |  |                     |                                  |                                  |                                  |  |              |               |               |  |
|  | Vissel Kobe         | 3                    |                            |       |                     |                  |                  |                  |  |                        |                   |                   |                   |  |                     |                                  |                                  |                                  |  |              |               |               |  |
|  | Sagan Tosu          | 1                    | 0                          |       |                     |                  |                  |                  |  |                        |                   |                   |                   |  |                     |                                  |                                  |                                  |  |              |               |               |  |
|  | Sagan Tosu          | 1                    | 0                          |       |                     |                  |                  |                  |  | Nagoya Grampus Eight   | 3                 | 1                 |                   |  |                     |                                  |                                  |                                  |  |              |               |               |  |
|  |                     |                      |                            |       |                     |                  |                  |                  |  | Nagoya Grampus Eight   | 3                 | 1                 |                   |  |                     |                                  |                                  |                                  |  |              |               |               |  |
|  |                     |                      | Sanfrecce Hiroshima        | 2     | 0                   |                  |                  |                  |  |                        |                   |                   |                   |  |                     |                                  |                                  |                                  |  |              |               |               |  |
|  | Ventforet Kofu      | 0                    | Sanfrecce Hiroshima        | 2     | 0                   | 0                |                  |                  |  |                        |                   |                   |                   |  |                     |                                  |                                  |                                  |  |              |               |               |  |
|  | Ventforet Kofu      | 0                    |                            |       |                     |                  |                  |                  |  |                        |                   |                   |                   |  |                     |                                  |                                  |                                  |  |              |               |               |  |
|  | F.C. Tokyo          | 5                    | 1                          |       |                     |                  |                  |                  |  |                        |                   |                   |                   |  |                     |                                  |                                  |                                  |  |              |               |               |  |
|  | F.C. Tokyo          | 5                    | 1                          |       | F.C. Tokyo          | 3                | 1                |                  |  |                        |                   |                   |                   |  |                     |                                  |                                  |                                  |  |              |               |               |  |
|  |                     |                      |                            |       | F.C. Tokyo          | 3                | 1                |                  |  |                        |                   |                   |                   |  |                     |                                  |                                  |                                  |  |              |               |               |  |
|  |                     |                      | Sanfrecce Hiroshima (t.s.) | 3     | 2                   |                  |                  |                  |  |                        |                   |                   |                   |  |                     |                                  |                                  |                                  |  |              |               |               |  |
|  | Sanfrecce Hiroshima | 2                    | Sanfrecce Hiroshima (t.s.) | 3     | 2                   | 2                |                  |                  |  |                        |                   |                   |                   |  |                     |                                  |                                  |                                  |  |              |               |               |  |
|  | Sanfrecce Hiroshima | 2                    |                            |       |                     |                  |                  |                  |  |                        |                   |                   |                   |  |                     |                                  |                                  |                                  |  |              |               |               |  |
|  | Albirex Niigata     | 0                    | 0                          |       |                     |                  |                  |                  |  |                        |                   |                   |                   |  |                     |                                  |                                  |                                  |  |              |               |               |  |
|  | Albirex Niigata     | 0                    | 0                          |       |                     |                  |                  |                  |  |                        |                   |                   |                   |  |                     |                                  |                                  |                                  |  |              |               |               |  |
|  |                     |                      |                            |       |                     |                  |                  |                  |  |                        |                   |                   |                   |  |                     |                                  |                                  |                                  |  |              |               |               |  |

- En primera ronda, segunda ronda, cuartos de final y semifinales, el equipo de arriba es el que ejerció la localía en el partido de vuelta.
- Los horarios de los partidos corresponden al huso horario de Japón: (UTC+9)

### Primera ronda
| 4 de abril de 2001, 19:00 | Shonan Bellmare | 0:1 (0:1) | Kashiwa Reysol | Estadio Shonan BMW Hiratsuka, Hiratsuka                   |                                                           |
|                           |                 | Reporte   | Katō 8'        | Asistencia: 3.036 espectadores Árbitro(s): Shamsul Maidin | Asistencia: 3.036 espectadores Árbitro(s): Shamsul Maidin |

| 18 de abril de 2001, 19:01 | Kashiwa Reysol | 0:0     | Shonan Bellmare | Estadio Hitachi, Kashiwa                               |                                                        |
|                            |                | Reporte |                 | Asistencia: 5.163 espectadores Árbitro(s): Takao Onshi | Asistencia: 5.163 espectadores Árbitro(s): Takao Onshi |

| 4 de abril de 2001, 19:04 | Montedio Yamagata    | 2:0 (2:0) | Urawa Red Diamonds | Estadio de Yamagata, Yamagata                                 |                                                               |
|                           | Satō 33' · Horii 43' | Reporte   |                    | Asistencia: 3.771 espectadores Árbitro(s): Toshimitsu Yoshida | Asistencia: 3.771 espectadores Árbitro(s): Toshimitsu Yoshida |

| 18 de abril de 2001, 19:04 | Urawa Red Diamonds           | 3:0 (1:0) | Montedio Yamagata | Estadio Urawa Komaba, Saitama                             |                                                           |
|                            | Tuto 15', 86' · Donizete 70' | Reporte   |                   | Asistencia: 9.919 espectadores Árbitro(s): Jōji Kashihara | Asistencia: 9.919 espectadores Árbitro(s): Jōji Kashihara |

| 4 de abril de 2001, 19:00 | Kyoto Purple Sanga | 0:2 (0:2) | Gamba Osaka       | Estadio Nishikyogoku, Kioto                                    |                                                                |
|                           |                    | Reporte   | Matsunami 8', 40' | Asistencia: 3.405 espectadores Árbitro(s): Yoshitsugu Katayama | Asistencia: 3.405 espectadores Árbitro(s): Yoshitsugu Katayama |

| 18 de abril de 2001, 19:01 | Gamba Osaka               | 2:0 (1:0) | Kyoto Purple Sanga | Estadio de la Expo '70 de Osaka, Suita                      |                                                             |
|                            | Matsunami 40' · Vital 68' | Reporte   |                    | Asistencia: 2.638 espectadores Árbitro(s): Hiroyuki Umemoto | Asistencia: 2.638 espectadores Árbitro(s): Hiroyuki Umemoto |

| 4 de abril de 2001, 19:01 | Omiya Ardija | 1:1 (0:0) | JEF United Ichihara | Estadio Ōmiya, Saitama                                     |                                                            |
|                           | Jorginho 69' | Reporte   | Satō 84'            | Asistencia: 2.343 espectadores Árbitro(s): Masayoshi Okada | Asistencia: 2.343 espectadores Árbitro(s): Masayoshi Okada |

| 18 de abril de 2001, 19:00 | JEF United Ichihara | 1:0 (0:0) | Omiya Ardija | Estadio Playa Ichihara, Ichihara                          |                                                           |
|                            | Milinovič 56'       | Reporte   |              | Asistencia: 1.914 espectadores Árbitro(s): Leslie Mottram | Asistencia: 1.914 espectadores Árbitro(s): Leslie Mottram |

| 4 de abril de 2001, 19:00 | Oita Trinita           | 2:0 (1:0) | Consadole Sapporo | Estadio Atlético, Ōita                                        |                                                               |
|                           | Yoshida 13' · Satō 49' | Reporte   |                   | Asistencia: 4.419 espectadores Árbitro(s): Hirofumi Yamanishi | Asistencia: 4.419 espectadores Árbitro(s): Hirofumi Yamanishi |

| 18 de abril de 2001, 13:00 | Consadole Sapporo | 2:1 (2:1) | Oita Trinita | Estadio Muroran Irie, Muroran                            |                                                          |
|                            | Will 15', 43'     | Reporte   | Satō 33'     | Asistencia: 2.439 espectadores Árbitro(s): Tōru Kamikawa | Asistencia: 2.439 espectadores Árbitro(s): Tōru Kamikawa |

| 4 de abril de 2001, 19:00 | Júbilo Iwata      | 2:2 (0:1) | Cerezo Osaka          | Estadio Yamaha, Iwata                                     |                                                           |
|                           | Takahara 77', 80' | Reporte   | Ōkubo 6' · Manaka 89' | Asistencia: 6.536 espectadores Árbitro(s): Kazuhisa Osada | Asistencia: 6.536 espectadores Árbitro(s): Kazuhisa Osada |

| 18 de abril de 2001, 19:00 | Cerezo Osaka | 1:2 (0:0) | Júbilo Iwata                | Estadio Nagai, Osaka                                          |                                                               |
|                            | Manaka 89'   | Reporte   | Živković 87' · Nakayama 89' | Asistencia: 7.136 espectadores Árbitro(s): Toshimitsu Yoshida | Asistencia: 7.136 espectadores Árbitro(s): Toshimitsu Yoshida |

| 4 de abril de 2001, 19:05 | Yokohama F.C. | 1:1 (1:0) | Tokyo Verdy 1969 | Estadio Mitsuzawa, Yokohama                                   |                                                               |
|                           | Morita 39'    | Reporte   | Iio 58'          | Asistencia: 2.935 espectadores Árbitro(s): Yasuhiro Matsuzaki | Asistencia: 2.935 espectadores Árbitro(s): Yasuhiro Matsuzaki |

| 18 de abril de 2001, 19:00 | Tokyo Verdy 1969 | 0:2 (0:1) | Yokohama F.C.           | Estadio Ajinomoto, Chōfu                                |                                                         |
|                            |                  | Reporte   | Yokoyama 36' · Satō 76' | Asistencia: 2.960 espectadores Árbitro(s): Akio Okutani | Asistencia: 2.960 espectadores Árbitro(s): Akio Okutani |

| 4 de abril de 2001, 19:00 | Mito HollyHock | 0:1 (0:0) | Yokohama F. Marinos | Estadio Tochigi Green, Utsunomiya                             |                                                               |
|                           |                | Reporte   | Jō 85'              | Asistencia: 6.211 espectadores Árbitro(s): Kazuhiko Matsumura | Asistencia: 6.211 espectadores Árbitro(s): Kazuhiko Matsumura |

| 18 de abril de 2001, 19:00 | Yokohama F. Marinos             | 3:1 (1:0) | Mito HollyHock | Estadio Mitsuzawa, Yokohama                                |                                                            |
|                            | Hato 1' · Nakamura 68' · Jō 89' | Reporte   | Kawamura 85'   | Asistencia: 5.078 espectadores Árbitro(s): Noboru Ishiyama | Asistencia: 5.078 espectadores Árbitro(s): Noboru Ishiyama |

| 4 de abril de 2001, 19:00 | Vegalta Sendai | 1:2 (0:0) | Avispa Fukuoka                 | Estadio Yurtec, Sendai                                    |                                                           |
|                           | Ōtomo 69'      | Reporte   | Yamashita 61' · Vilallonga 65' | Asistencia: 5.422 espectadores Árbitro(s): Yasuhiro Hemmi | Asistencia: 5.422 espectadores Árbitro(s): Yasuhiro Hemmi |

| 18 de abril de 2001, 19:00 | Avispa Fukuoka               | 2:2 (0:1) | Vegalta Sendai           | Estadio Level-5, Fukuoka                                  |                                                           |
|                            | Vilallonga 57' · Miyoshi 89' | Reporte   | Iwamoto 25' · Hasumi 74' | Asistencia: 4.617 espectadores Árbitro(s): Shamsul Maidin | Asistencia: 4.617 espectadores Árbitro(s): Shamsul Maidin |

| 4 de abril de 2001, 19:01 | Sagan Tosu   | 1:3 (1:0) | Vissel Kobe                           | Estadio de Tosu, Tosu                                     |                                                           |
|                           | Fukudome 12' | Reporte   | Nunobe 61' · Tsuchiya 79' · Miura 89' | Asistencia: 3.632 espectadores Árbitro(s): Hideaki Harada | Asistencia: 3.632 espectadores Árbitro(s): Hideaki Harada |

| 18 de abril de 2001, 19:00 | Vissel Kobe                                      | 4:0 (0:0) | Sagan Tosu | Estadio Conmemorativo de la Universiada, Kōbe              |                                                            |
|                            | Nunobe 69' · Sidiclei 75' · Miura 84' · Mori 89' | Reporte   |            | Asistencia: 2.190 espectadores Árbitro(s): Hiroyuki Ōnishi | Asistencia: 2.190 espectadores Árbitro(s): Hiroyuki Ōnishi |

| 4 de abril de 2001, 19:03 | F.C. Tokyo                                   | 5:0 (0:0) | Ventforet Kofu | Estadio Ajinomoto, Chōfu                                  |                                                           |
|                           | Lopes 53', 69', 89' · Kagami 58' · Miura 73' | Reporte   |                | Asistencia: 5.885 espectadores Árbitro(s): Tetsuya Hamana | Asistencia: 5.885 espectadores Árbitro(s): Tetsuya Hamana |

| 18 de abril de 2001, 19:00 | Ventforet Kofu | 0:1 (0:0) | F.C. Tokyo | Estadio Yamanashi Chuo Bank, Kōfu                          |                                                            |
|                            |                | Reporte   | Lopes 59'  | Asistencia: 1.700 espectadores Árbitro(s): Masayoshi Okada | Asistencia: 1.700 espectadores Árbitro(s): Masayoshi Okada |

| 4 de abril de 2001, 19:01 | Albirex Niigata | 0:2 (0:1) | Sanfrecce Hiroshima        | Estadio Atlético, Niigata                                |                                                          |
|                           |                 | Reporte   | Fujimoto 44' · Hattori 81' | Asistencia: 2.261 espectadores Árbitro(s): Tōru Kamikawa | Asistencia: 2.261 espectadores Árbitro(s): Tōru Kamikawa |

| 18 de abril de 2001, 19:00 | Sanfrecce Hiroshima      | 2:0 (2:0) | Albirex Niigata | Estadio del Gran Arco, Hiroshima                              |                                                               |
|                            | Takahashi 11' · Kubo 26' | Reporte   |                 | Asistencia: 2.859 espectadores Árbitro(s): Kazuhiko Matsumura | Asistencia: 2.859 espectadores Árbitro(s): Kazuhiko Matsumura |

### Segunda ronda
| 13 de junio de 2001, 19:02 | Kashiwa Reysol                         | 3:1 (2:0) | Kashima Antlers | Estadio Kashiwanoha Park, Kashiwa                         |                                                           |
|                            | Watanabe 20' · Katō 35' · Kitajima 86' | Reporte   | Yanagisawa 73'  | Asistencia: 7.395 espectadores Árbitro(s): Kazuhisa Osada | Asistencia: 7.395 espectadores Árbitro(s): Kazuhisa Osada |

| 20 de junio de 2001, 19:04 | Kashima Antlers                                       | 4:0 (1:0) | Kashiwa Reysol | Estadio de Kashima, Kashima                                   |                                                               |
|                            | 39' (a.g.) · Hirase 57' · Suzuki 69' · Yanagisawa 82' | Reporte   |                | Asistencia: 7.848 espectadores Árbitro(s): Toshimitsu Yoshida | Asistencia: 7.848 espectadores Árbitro(s): Toshimitsu Yoshida |

| 13 de junio de 2001, 19:01 | Gamba Osaka  | 1:3 (0:1) | Urawa Red Diamonds      | Estadio de la Expo '70 de Osaka, Suita                     |                                                            |
|                            | Futagawa 61' | Reporte   | Ono 44', 83' · Tuto 64' | Asistencia: 4.147 espectadores Árbitro(s): Masayoshi Okada | Asistencia: 4.147 espectadores Árbitro(s): Masayoshi Okada |

| 20 de junio de 2001, 19:05 | Urawa Red Diamonds             | 3:2 (1:0) | Gamba Osaka               | Estadio Urawa Komaba, Saitama                       |                                                     |
|                            | Tuto 28' · Nagai 60' · Ono 80' | Reporte   | Vital 66' · Matsunami 77' | Asistencia: 9.285 espectadores Árbitro(s): Dick Jol | Asistencia: 9.285 espectadores Árbitro(s): Dick Jol |

| 13 de junio de 2001, 19:00 | JEF United Ichihara | 1:0 (1:0) | Shimizu S-Pulse | Estadio Playa Ichihara, Ichihara                          |                                                           |
|                            | 32' (a.g.)          | Reporte   |                 | Asistencia: 2.219 espectadores Árbitro(s): Tetsu Karakida | Asistencia: 2.219 espectadores Árbitro(s): Tetsu Karakida |

| 20 de junio de 2001, 19:00 | Shimizu S-Pulse                          | 2:1 (2:1, 2:1) (t. s.)(4:5 p.) | JEF United Ichihara                           | Estadio Atlético Kusanagi, Shizuoka                    |                                                        |
|                            | Sawanobori 17' · Alex 19'                | Reporte                        | Ōshiba 3'                                     | Asistencia: 8.039 espectadores Árbitro(s): Takao Onshi | Asistencia: 8.039 espectadores Árbitro(s): Takao Onshi |
|                            |                                          | Tiros desde el punto penal     |                                               |                                                        |                                                        |
|                            | Alex · Itō · Hiramatsu · Baron · Morioka |                                | Y.S. Choi · Mutō · Mujčin · Ibata · Nakanishi |                                                        |                                                        |

| 13 de junio de 2001, 19:00 | Júbilo Iwata | 1:0 (1:0) | Oita Trinita | Estadio Yamaha, Iwata                                       |                                                             |
|                            | Shimizu 17'  | Reporte   |              | Asistencia: 6.770 espectadores Árbitro(s): Hiroyuki Umemoto | Asistencia: 6.770 espectadores Árbitro(s): Hiroyuki Umemoto |

| 20 de junio de 2001, 19:02 | Oita Trinita | 1:1 (1:0) | Júbilo Iwata | Estadio Umakana Yokana, Kumamoto                          |                                                           |
|                            | Takamatsu 9' | Reporte   | Nakayama 66' | Asistencia: 9.741 espectadores Árbitro(s): Hideaki Harada | Asistencia: 9.741 espectadores Árbitro(s): Hideaki Harada |

| 13 de junio de 2001, 19:00 | Yokohama F.C. | 0:1 (0:0) | Kawasaki Frontale | Estadio Mitsuzawa, Yokohama                                |                                                            |
|                            |               | Reporte   | Ganaha 54'        | Asistencia: 2.086 espectadores Árbitro(s): Noboru Ishiyama | Asistencia: 2.086 espectadores Árbitro(s): Noboru Ishiyama |

| 20 de junio de 2001, 19:00 | Kawasaki Frontale          | 2:1 (1:0) | Yokohama F.C. | Estadio Atlético Todoroki, Kawasaki                        |                                                            |
|                            | Emerson 28' · Watanabe 51' | Reporte   | Ono 60'       | Asistencia: 3.756 espectadores Árbitro(s): Hiroyuki Ōnishi | Asistencia: 3.756 espectadores Árbitro(s): Hiroyuki Ōnishi |

| 13 de junio de 2001, 19:00 | Avispa Fukuoka | 0:3 (0:3) | Yokohama F. Marinos     | Estadio Level-5, Fukuoka                                      |                                                               |
|                            |                | Reporte   | Kazuma 7' · Jō 38', 42' | Asistencia: 4.580 espectadores Árbitro(s): Kazuhiko Matsumura | Asistencia: 4.580 espectadores Árbitro(s): Kazuhiko Matsumura |

| 20 de junio de 2001, 19:01 | Yokohama F. Marinos | 2:0 (2:0) | Avispa Fukuoka | Estadio Mitsuzawa, Yokohama                               |                                                           |
|                            | Hirama 1', 29'      | Reporte   |                | Asistencia: 6.256 espectadores Árbitro(s): Tetsu Karakida | Asistencia: 6.256 espectadores Árbitro(s): Tetsu Karakida |

| 13 de junio de 2001, 19:05 | Vissel Kobe             | 2:2 (1:1) | Nagoya Grampus Eight     | Estadio Conmemorativo de la Universiada, Kōbe             |                                                           |
|                            | Yabuta 42' · Watada 62' | Reporte   | Uéslei 36' · Hiraoka 51' | Asistencia: 4.739 espectadores Árbitro(s): Jōji Kashihara | Asistencia: 4.739 espectadores Árbitro(s): Jōji Kashihara |

| 20 de junio de 2001, 19:00 | Nagoya Grampus Eight    | 2:1 (1:1) | Vissel Kobe | Estadio Atlético Mizuho, Nagoya                         |                                                         |
|                            | Oulida 15' · Uéslei 52' | Reporte   | Daniel 28'  | Asistencia: 6.476 espectadores Árbitro(s): Akio Okutani | Asistencia: 6.476 espectadores Árbitro(s): Akio Okutani |

| 13 de junio de 2001, 19:00 | Sanfrecce Hiroshima | 3:3 (1:1) | F.C. Tokyo                     | Estadio del Gran Arco, Hiroshima                              |                                                               |
|                            | Kubo 40', 62', 63'  | Reporte   | Kobayashi 23', 65' · Kelly 89' | Asistencia: 2.440 espectadores Árbitro(s): Yasuhiro Matsuzaki | Asistencia: 2.440 espectadores Árbitro(s): Yasuhiro Matsuzaki |

| 20 de junio de 2001, 19:04 | F.C. Tokyo | 1:2 (1:1, 1:0) (t. s.) | Sanfrecce Hiroshima      | Estadio Ajinomoto, Chōfu                                  |                                                           |
|                            | Kelly 44'  | Reporte                | Takahashi 71' · Ōki 110' | Asistencia: 5.956 espectadores Árbitro(s): Kazuhisa Osada | Asistencia: 5.956 espectadores Árbitro(s): Kazuhisa Osada |

### Cuartos de final
| 8 de agosto de 2001, 19:05 | Urawa Red Diamonds | 1:0 (0:0) | Kashima Antlers | Estadio Urawa Komaba, Saitama                               |                                                             |
|                            | Adriano 89'        | Reporte   |                 | Asistencia: 12.062 espectadores Árbitro(s): Masayoshi Okada | Asistencia: 12.062 espectadores Árbitro(s): Masayoshi Okada |

| 29 de agosto de 2001, 19:04 | Kashima Antlers          | 2:0 (1:0, 0:0) (t. s.) | Urawa Red Diamonds | Estadio de Kashima, Kashima                                    |                                                                |
|                             | Akita 47' · Hasegawa 92' | Reporte                |                    | Asistencia: 11.472 espectadores Árbitro(s): Yasuhiro Matsuzaki | Asistencia: 11.472 espectadores Árbitro(s): Yasuhiro Matsuzaki |

| 8 de agosto de 2001, 19:06 | Júbilo Iwata      | 2:2 (1:0) | JEF United Ichihara | Estadio Kagoshima Kamoike, Kagoshima                 |                                                      |
|                            | Nakayama 36', 80' | Reporte   | Y.S. Choi 68', 76'  | Asistencia: 11.038 espectadores Árbitro(s): Dick Jol | Asistencia: 11.038 espectadores Árbitro(s): Dick Jol |

| 28 de agosto de 2001, 19:00 | JEF United Ichihara | 0:2 (0:0) | Júbilo Iwata              | Estadio Playa Ichihara, Ichihara                          |                                                           |
|                             |                     | Reporte   | Kawaguchi 80' · Maeda 85' | Asistencia: 4.809 espectadores Árbitro(s): Tetsuya Hamana | Asistencia: 4.809 espectadores Árbitro(s): Tetsuya Hamana |

| 8 de agosto de 2001, 19:00 | Yokohama F. Marinos      | 3:0 (2:0) | Kawasaki Frontale | Estadio Mitsuzawa, Yokohama                               |                                                           |
|                            | Ueno 15' · Endō 43', 67' | Reporte   |                   | Asistencia: 7.249 espectadores Árbitro(s): Jōji Kashihara | Asistencia: 7.249 espectadores Árbitro(s): Jōji Kashihara |

| 29 de agosto de 2001, 19:05 | Kawasaki Frontale | 0:2 (0:1) | Yokohama F. Marinos | Estadio Atlético Todoroki, Kanagawa                    |                                                        |
|                             |                   | Reporte   | Brito 6', 50'       | Asistencia: 6.115 espectadores Árbitro(s): Takao Onshi | Asistencia: 6.115 espectadores Árbitro(s): Takao Onshi |

| 8 de agosto de 2001, 19:01 | Sanfrecce Hiroshima | 2:3 (2:2) | Nagoya Grampus Eight            | Estadio del Gran Arco, Hiroshima                          |                                                           |
|                            | Ōki 21', 38'        |           | Nakamura 27', 39' · Okayama 49' | Asistencia: 4.080 espectadores Árbitro(s): Leslie Mottram | Asistencia: 4.080 espectadores Árbitro(s): Leslie Mottram |

| 22 de agosto de 2001, 19:00 | Nagoya Grampus Eight | 1:0 (0:0) | Sanfrecce Hiroshima | Estadio Atlético Mizuho, Nagoya                              |                                                              |
|                             | Uéslei 82'           | Reporte   |                     | Asistencia: 7.521 espectadores Árbitro(s): Shin'ichirō Obata | Asistencia: 7.521 espectadores Árbitro(s): Shin'ichirō Obata |

### Semifinales
| 26 de septiembre de 2001, 19:05 | Júbilo Iwata | 1:0 (0:0) | Kashima Antlers | Estadio Yamaha, Iwata                                     |                                                           |
|                                 | Shimizu 54'  | Reporte   |                 | Asistencia: 8.547 espectadores Árbitro(s): Wolfgang Stark | Asistencia: 8.547 espectadores Árbitro(s): Wolfgang Stark |

| 10 de octubre de 2001, 19:04 | Kashima Antlers | 0:0     | Júbilo Iwata | Estadio de Kashima, Kashima                              |                                                          |
|                              |                 | Reporte |              | Asistencia: 7.367 espectadores Árbitro(s): Tōru Kamikawa | Asistencia: 7.367 espectadores Árbitro(s): Tōru Kamikawa |

| 26 de septiembre de 2001, 19:05 | Nagoya Grampus Eight | 0:1 (0:0) | Yokohama F. Marinos | Estadio Atlético Mizuho, Nagoya                          |                                                          |
|                                 |                      | Reporte   | Nakamura 61'        | Asistencia: 4.754 espectadores Árbitro(s): Tōru Kamikawa | Asistencia: 4.754 espectadores Árbitro(s): Tōru Kamikawa |

| 10 de octubre de 2001, 19:05 | Yokohama F. Marinos | 0:0     | Nagoya Grampus Eight | Estadio Mitsuzawa, Yokohama                              |                                                          |
|                              |                     | Reporte |                      | Asistencia: 4.042 espectadores Árbitro(s): Lim Kee Chong | Asistencia: 4.042 espectadores Árbitro(s): Lim Kee Chong |

### Final
| 27 de octubre de 2001, 14:00 | Júbilo Iwata                         | 0:0 (t. s.)(1:3 p.)        | Yokohama F. Marinos                      | Estadio Nacional, Tokio                                    |                                                            |
|                              |                                      | Reporte                    |                                          | Asistencia: 31.019 espectadores Árbitro(s): Leslie Mottram | Asistencia: 31.019 espectadores Árbitro(s): Leslie Mottram |
|                              |                                      | Tiros desde el punto penal |                                          |                                                            |                                                            |
|                              | Fujita · Nakayama · Živković · Maeda |                            | Nakamura · Sakata · Hato · Dutra · Omura |                                                            |                                                            |

#### Detalles
| 12         | Guardameta     | Tomoaki Ōgami     |      |
| 2          | Defensa        | Hideto Suzuki     |      |
| 5          | Defensa        | Makoto Tanaka     |      |
| 3          | Defensa        | Gō Ōiwa           |      |
| 11         | Centrocampista | Norihiro Nishi    | 67'  |
| 22         | Centrocampista | Takahiro Kawamura | 90'  |
| 6          | Centrocampista | Toshihiro Hattori | 104' |
| 20         | Centrocampista | Jō Kanazawa       |      |
| 10         | Centrocampista | Toshiya Fujita    |      |
| 18         | Delantero      | Norihisa Shimizu  |      |
| 9          | Delantero      | Masashi Nakayama  |      |
| Entrenador | Entrenador     | Masakazu Suzuki   |      |

| 16         | Guardameta     | Tatsuya Enomoto    |      |
| 5          | Defensa        | Norio Omura        |      |
| 3          | Defensa        | Naoki Matsuda      |      |
| 4          | Defensa        | Yasuhiro Hato      |      |
| 15         | Centrocampista | Tomokazu Hirama    | 105' |
| 8          | Centrocampista | Akihiro Endō       | 90'  |
| 13         | Centrocampista | Kunio Nagayama     |      |
| 32         | Centrocampista | Dutra              |      |
| 10         | Centrocampista | Shunsuke Nakamura  |      |
| 9          | Delantero      | Brito              | 114' |
| 11         | Delantero      | Shōji Jō           | 114' |
| Entrenador | Entrenador     | Sebastião Lazaroni |      |

| 13 | Centrocampista | Nobuo Kawaguchi     | 67'  |
| 15 | Centrocampista | Aleksandar Živković | 90'  |
| 24 | Delantero      | Ryōichi Maeda       | 104' |

| 22 | Centrocampista | Yūki Kaneko    | 90'  |
| 7  | Defensa        | Nasa           | 105' |
| 17 | Delantero      | Ryōsuke Kijima | 114' |
| 29 | Delantero      | Daisuke Sakata | 114' |

|                     |                  | 0:1 | Acierto de penal | Shunsuke Nakamura |
| Toshiya Fujita      | Fallo de penal   | 0:1 |                  |                   |
|                     |                  | 0:2 | Acierto de penal | Daisuke Sakata    |
| Masashi Nakayama    | Acierto de penal | 1:2 |                  |                   |
|                     |                  | 1:2 | Fallo de penal   | Yasuhiro Hato     |
| Aleksandar Živković | Fallo de penal   | 1:2 |                  |                   |
|                     |                  | 1:2 | Fallo de penal   | Dutra             |
| Ryōichi Maeda       | Fallo de penal   | 1:2 |                  |                   |
|                     |                  | 1:3 | Acierto de penal | Norio Omura       |

| Amonestado | 92' | Gō Ōiwa |

| Amonestado | 25'  | Norio Omura       |
| Amonestado | 45'  | Kunio Nagayama    |
| Amonestado | 61'  | Shunsuke Nakamura |
| Amonestado | 96'  | Shōji Jō          |
| Amonestado | 118' | Naoki Matsuda     |

| Otorgado · Expulsado | 86' | Kunio Nagayama |

| Árbitro             | Leslie Mottram     |
| Árbitros asistentes | Kazuya Yanagisawa  |
| Árbitros asistentes | Hiroshi Tezuka     |
| Cuarto árbitro      | Hirofumi Yamanishi |

| 12         | Guardameta     | Tomoaki Ōgami     |      |
| 2          | Defensa        | Hideto Suzuki     |      |
| 5          | Defensa        | Makoto Tanaka     |      |
| 3          | Defensa        | Gō Ōiwa           |      |
| 11         | Centrocampista | Norihiro Nishi    | 67'  |
| 22         | Centrocampista | Takahiro Kawamura | 90'  |
| 6          | Centrocampista | Toshihiro Hattori | 104' |
| 20         | Centrocampista | Jō Kanazawa       |      |
| 10         | Centrocampista | Toshiya Fujita    |      |
| 18         | Delantero      | Norihisa Shimizu  |      |
| 9          | Delantero      | Masashi Nakayama  |      |
| Entrenador | Entrenador     | Masakazu Suzuki   |      |

| 16         | Guardameta     | Tatsuya Enomoto    |      |
| 5          | Defensa        | Norio Omura        |      |
| 3          | Defensa        | Naoki Matsuda      |      |
| 4          | Defensa        | Yasuhiro Hato      |      |
| 15         | Centrocampista | Tomokazu Hirama    | 105' |
| 8          | Centrocampista | Akihiro Endō       | 90'  |
| 13         | Centrocampista | Kunio Nagayama     |      |
| 32         | Centrocampista | Dutra              |      |
| 10         | Centrocampista | Shunsuke Nakamura  |      |
| 9          | Delantero      | Brito              | 114' |
| 11         | Delantero      | Shōji Jō           | 114' |
| Entrenador | Entrenador     | Sebastião Lazaroni |      |

| 13 | Centrocampista | Nobuo Kawaguchi     | 67'  |
| 15 | Centrocampista | Aleksandar Živković | 90'  |
| 24 | Delantero      | Ryōichi Maeda       | 104' |

| 22 | Centrocampista | Yūki Kaneko    | 90'  |
| 7  | Defensa        | Nasa           | 105' |
| 17 | Delantero      | Ryōsuke Kijima | 114' |
| 29 | Delantero      | Daisuke Sakata | 114' |

|                     |                  | 0:1 | Acierto de penal | Shunsuke Nakamura |
| Toshiya Fujita      | Fallo de penal   | 0:1 |                  |                   |
|                     |                  | 0:2 | Acierto de penal | Daisuke Sakata    |
| Masashi Nakayama    | Acierto de penal | 1:2 |                  |                   |
|                     |                  | 1:2 | Fallo de penal   | Yasuhiro Hato     |
| Aleksandar Živković | Fallo de penal   | 1:2 |                  |                   |
|                     |                  | 1:2 | Fallo de penal   | Dutra             |
| Ryōichi Maeda       | Fallo de penal   | 1:2 |                  |                   |
|                     |                  | 1:3 | Acierto de penal | Norio Omura       |

| Amonestado | 92' | Gō Ōiwa |

| Amonestado | 25'  | Norio Omura       |
| Amonestado | 45'  | Kunio Nagayama    |
| Amonestado | 61'  | Shunsuke Nakamura |
| Amonestado | 96'  | Shōji Jō          |
| Amonestado | 118' | Naoki Matsuda     |

| Otorgado · Expulsado | 86' | Kunio Nagayama |

| Árbitro             | Leslie Mottram     |
| Árbitros asistentes | Kazuya Yanagisawa  |
| Árbitros asistentes | Hiroshi Tezuka     |
| Cuarto árbitro      | Hirofumi Yamanishi |

|                                                 |
| Bandera de Prefectura de Kanagawa               |
| Campeón invicto Yokohama F. Marinos 1.er título |

## Estadísticas

### Goleadores
| Jugador                                  | Club                 | Goles | PJ |
| ---------------------------------------- | -------------------- | ----- | -- |
| Tuto                                     | Urawa Red Diamonds   | 4     | 4  |
| Shōji Jō                                 | Yokohama F. Marinos  | 4     | 8  |
| Masashi Nakayama                         | Júbilo Iwata         | 4     | 8  |
| Masanobu Matsunami                       | Gamba Osaka          | 4     | 4  |
| Tatsuhiko Kubo                           | Sanfrecce Hiroshima  | 4     | 6  |
| Wagner Lopes                             | F.C. Tokyo           | 4     | 2  |
| Shinji Ono                               | Urawa Red Diamonds   | 3     | 4  |
| Uéslei                                   | Nagoya Grampus Eight | 3     | 6  |
| Susumu Ōki                               | Sanfrecce Hiroshima  | 3     | 3  |
| Will                                     | Consadole Sapporo    | 2     | 2  |
| Atsushi Yanagisawa                       | Kashima Antlers      | 2     | 5  |
| Choi Yong-Soo                            | JEF United Ichihara  | 2     | 5  |
| Última actualización: 17 de mayo de 2017 |                      |       |    |

### Mejor Jugador
| Jugador         | Club                |
| --------------- | ------------------- |
| Tatsuya Enomoto | Yokohama F. Marinos |

### Premio Nuevo Héroe
El Premio Nuevo Héroe es entregado al mejor jugador del torneo menor de 23 años.
| Jugador          | Club            |
| ---------------- | --------------- |
| Hitoshi Sogahata | Kashima Antlers |